# Neunstetten (Krautheim)
Neunstetten ist der nördlichste Stadtteil der Kleinstadt Krautheim im Hohenlohekreis im Nordosten Baden-Württembergs.

## Geographie
Das Dorf Neunstetten liegt im Tal und an den Hängen des Erlenbachs. Dieser entspringt nordöstlich von Assamstadt und mündet nach insgesamt etwa südwestlichem Lauf in Bieringen in die Jagst. Er trennt hier naturräumlich das Östliche Bauland im Nordwesten von den Mittleren Kocher-Jagst-Ebenen im Südosten. In der Gemarkung des auf Höhen zwischen etwa 278 m ü. NHN (Ausfluss des Erlenbachs) und 388 m ü. NHN (Waldkuppe mit Wasserreservoir im Eckigbreit am Südrand) liegenden Stadtteils folgen nach dem Dorf noch kurz nacheinander im abwärtigen Erlenbachtal die Wohnplätze Untere Mühle und Ölmühle.
Nachbarorte sind der Krautheimer Stadtteil Horrenbach im Osten, die Kernstadt Krautheims im Südosten, der Stadtteil Oberndorf bachabwärts im Westen, der Weiler Schollhof in der Oberwittstadter Stadtteilgemarkung von Ravenstein (Neckar-Odenwald-Kreis) im Nordwesten, der Stadtteil Windischbuch von Boxberg (Main-Tauber-Kreis) im Norden und die Gemeinde Assamstadt (Main-Tauber-Kreis) im oberen Erlenbachtal im Ostnordosten. 

## Geschichte
1222 wurde Neunstetten erstmals urkundlich erwähnt. Da der Ort zu dieser Zeit schon eine Kirche mit eigenem Pfarrer hatte, bestand er wohl schon Jahrhunderte vorher. Die heutige Kirche wurde 1758 eingeweiht.
1968 wurde Neunstetten von einer Hagelkatastrophe heimgesucht, bei der binnen einer Stunde die Ernte zu 90 % vernichtet wurde. 
Am 1. Dezember 1972 wurde Neunstetten nach Krautheim eingemeindet.

## Sehenswürdigkeiten

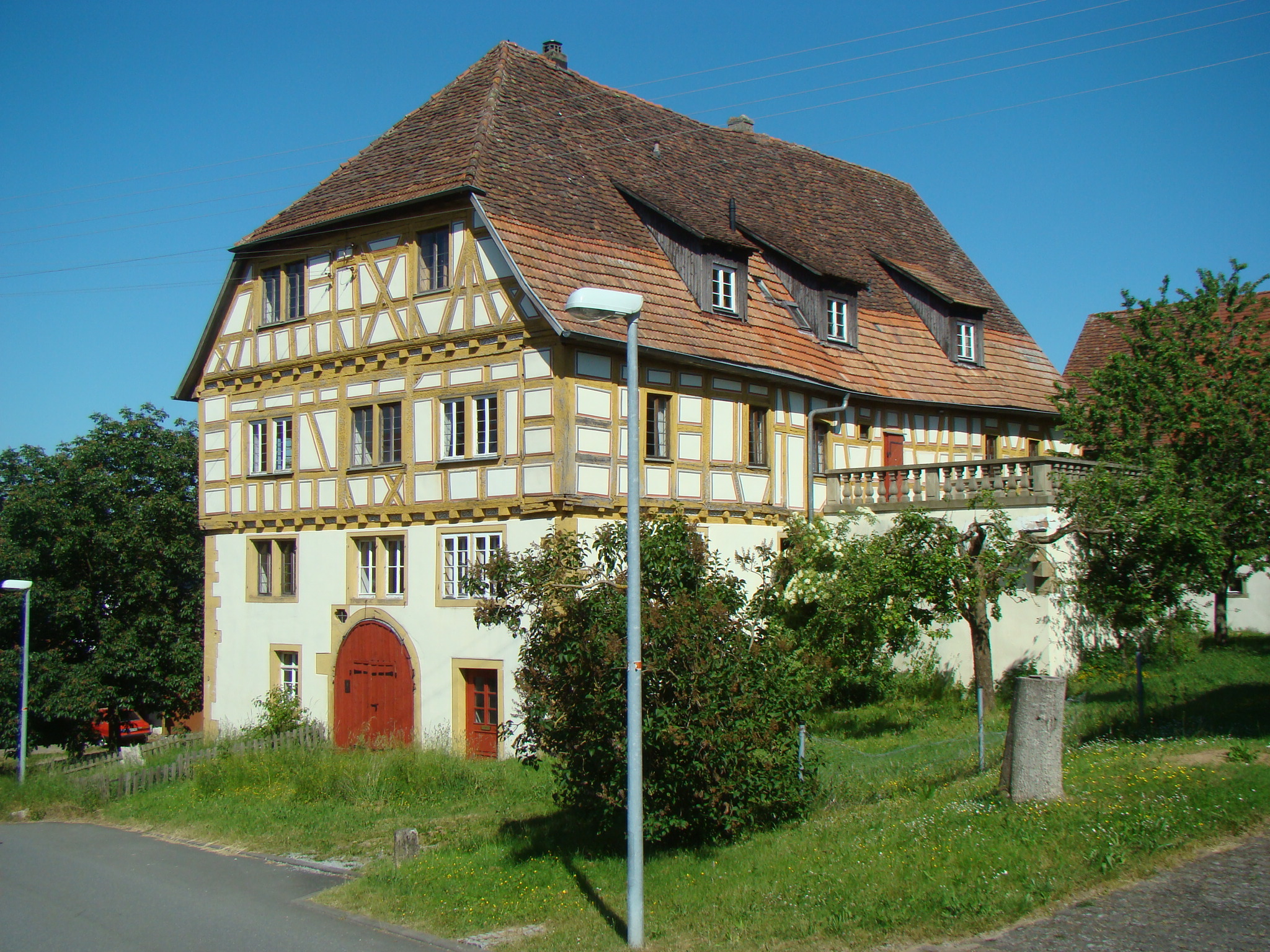
Wohnhaus von Schloss Neunstetten

- Das Schloss Neunstetten erbaute 1568 Hans Gottfried von Berlichingen, ein Nachkomme Götz von Berlichingens. Es ist von zugehörigen Wirtschaftsgebäuden umgeben und befindet sich heute in Privatbesitz.
- Unweit des Schlosses steht die Evangelische Kirche Neunstetten.

## Sport
Der TSV Neunstetten spielt mit mehreren Herren- und Nachwuchsmannschaften im Tischtenniskreis Buchen des Badischen Tischtennisverbandes.

## Verkehr
Die Landesstraße L 515 aus Krautheim im Südosten steigt in Neunstetten ins Erlenbachtal ab und läuft in diesem dann bachabwärts bis jenseits von Oberndorf. In diese münden im Dorf die Kreisstraßen K 2886 aus Assamstadt im Ostnordosten und die K 2315 von Windischbuch im Norden her. Über die Landesstraße ist die Anschlussstelle Osterburken, über die letztgenannte Kreisstraße die Anschlussstelle Boxberg der Autobahn A 81 erreichbar. Die nächsten, etwas ferner als diese gelegenen Bahnhöfe stehen in den Zentren der in Luftlinie jeweils rund 15 km entfernten Städte Osterburken im Westen und Bad Mergentheim im Nordosten.

## Landschaft und Schutzgebiete
Neunstetten ist von einer recht hügeligen Landschaft umgeben, die überwiegend offen ist und ackerbaulich genutzt wird. Am Gemarkungsrand nach Südwesten, Westen, Norden und Osten steht in nicht geschlossenem Ring Wald.
Nordöstlich des Dorfes liegt in einem Seitental des Erlenbachs das Naturschutzgebiet Im See mit einigen kleinen Stauseen und deren Uferbereichen. Abwärts der Unteren Mühle beginnt das Landschaftsschutzgebiet Erlenbachtal bei Neunstetten und Oberndorf. Ab Neunstetten liegt rechts des Erlenbachs und um seinen rechten Zufluss Seebach in der Stadtteilgemarkung ein großes, sich weit in die beiden Nachbarkreise hinein erstreckendes Wasserschutzgebiet.

## Söhne und Töchter
- Feodor Dietz (1813–1870), Schlachtenmaler
- Julius Kühlewein (1873–1948), evangelischer Theologe, Landesbischof Badens